# Leon Wood
Osie Leon Wood III (Columbia, 25 marzo 1962) è un ex cestista e arbitro di pallacanestro statunitense, professionista nella NBA e in Europa.

## Carriera
Venne selezionato dai Philadelphia 76ers al primo giro del Draft NBA 1984 (10ª scelta assoluta).
Con gli Stati Uniti disputò i Giochi olimpici di Los Angeles 1984.

## Statistiche

### College
| Anno      | Squadra          | PG  | PT | MP   | TC%  | 3P%  | TL%  | RP  | AP   | PRP | SP  | PP   |
| --------- | ---------------- | --- | -- | ---- | ---- | ---- | ---- | --- | ---- | --- | --- | ---- |
| 1979-1980 | Arizona Wildcats | 24  | 7  | 9,2  | 38,7 | -    | 73,1 | 0,3 | 1,0  | 0,3 | 0,0 | 4,4  |
| 1981-1982 | Fullerton Titans | 32  | 32 | 39,5 | 49,6 | -    | 81,7 | 1,8 | 7,4  | 1,3 | 0,2 | 19,7 |
| 1982-1983 | Fullerton Titans | 29  | 29 | 37,1 | 47,1 | 44,4 | 78,9 | 2,5 | 11,0 | 2,1 | 0,1 | 18,1 |
| 1983-1984 | Fullerton Titans | 30  | 30 | 39,0 | 47,0 | -    | 82,1 | 2,6 | 6,3  | 1,2 | 0,2 | 24,0 |
| Carriera  | Carriera         | 115 | 98 | 32,4 | 47,2 | 44,4 | 80,8 | 1,9 | 6,7  | 1,3 | 0,1 | 17,2 |

### NBA

#### Regular season
| Anno      | Squadra            | PG  | PT | MP   | TC%  | 3P%  | TL%  | RP  | AP  | PRP | SP  | PP  |
| --------- | ------------------ | --- | -- | ---- | ---- | ---- | ---- | --- | --- | --- | --- | --- |
| 1984-1985 | Philadelphia 76ers | 38  | 1  | 7,1  | 37,3 | 13,3 | 69,2 | 0,5 | 1,2 | 0,2 | 0,0 | 3,2 |
| 1985-1986 | Philadelphia 76ers | 29  | 1  | 15,7 | 41,9 | 44,8 | 79,4 | 0,9 | 2,6 | 0,5 | 0,0 | 5,3 |
| 1985-1986 | Washington Bullets | 39  | 0  | 19,1 | 38,5 | 32,9 | 79,3 | 1,6 | 2,7 | 0,5 | 0,0 | 9,7 |
| 1986-1987 | N.J. Nets          | 76  | 7  | 22,8 | 37,3 | 30,0 | 79,9 | 1,6 | 4,9 | 0,6 | 0,0 | 7,3 |
| 1987-1988 | San Antonio Spurs  | 38  | 8  | 21,8 | 42,6 | 39,8 | 75,8 | 1,3 | 4,1 | 0,6 | 0,0 | 9,3 |
| 1987-1988 | Atlanta Hawks      | 14  | 0  | 5,6  | 53,3 | 47,4 | 87,5 | 0,4 | 1,4 | 0,3 | 0,0 | 3,4 |
| 1989-1990 | N.J. Nets          | 28  | 2  | 7,1  | 32,7 | 19,0 | 87,5 | 0,4 | 1,7 | 0,2 | 0,0 | 1,8 |
| 1990-1991 | Sacramento Kings   | 12  | 0  | 18,5 | 39,7 | 31,6 | 90,5 | 1,6 | 4,1 | 0,4 | 0,0 | 6,8 |
| Carriera  | Carriera           | 274 | 19 | 16,5 | 39,2 | 32,6 | 79,2 | 1,2 | 3,2 | 0,5 | 0,0 | 6,4 |

## Palmarès
- NCAA AP All-America Second Team (1984)
- All-CBA Second Team (1990)